# Litoral (Santistevan)
Litoral (auch: Litoral Mineros) ist eine Ortschaft im Departamento Santa Cruz im Tiefland des südamerikanischen Anden-Staates Bolivien.

## Lage im Nahraum
Litoral ist sechstgrößte Ortschaft des Landkreises (bolivianisch: Municipio) San Pedro in der Provinz Obispo Santistevan. Der Ort liegt auf einer Höhe von 208 m im Feuchtgebiet zwischen den Flüssen Río Piraí und Río Grande. Das Municipio San Pedro mit etwa 10.000 Einwohnern ist Kolonisationsgebiet und wird intensiv landwirtschaftlich genutzt.  

## Geographie
Litoral liegt im tropischen Feuchtklima vor dem Ostrand der Anden-Gebirgskette der Cordillera Oriental. Die Region ist erst in den letzten Jahrzehnten erschlossen worden und war vor der Kolonisierung von Monsunwald bedeckt, ist heute aber größtenteils Kulturland.
Die mittlere Durchschnittstemperatur der Region liegt bei knapp 25 °C (siehe Klimadiagramm San Pedro), die Monatswerte schwanken zwischen 21 °C im Juni/Juli und 26 bis 27 °C von Oktober bis März. Der Jahresniederschlag beträgt fast 1500 mm, die Monatsniederschläge sind ergiebig und liegen zwischen 50 mm im Juli und 250 mm im Januar.

## Verkehrsnetz
Litoral liegt in einer Entfernung von 164 Straßenkilometern nördlich von Santa Cruz, der Hauptstadt des Departamentos.
Vom Zentrum von Santa Cruz führt die asphaltierte Fernstraße Ruta 4 über 57 Kilometer in nördlicher Richtung bis Montero, von dort die Ruta 10 weiter nach Norden über General Saavedra, Mineros und Fernández Alonso nach San Pedro und weiter in nordwestlicher Richtung über die Ortschaften Litoral und Hardeman nach San Juan del Piraí und weiter nach Canandoa.

## Bevölkerung
Die Einwohnerzahl der Ortschaft ist in den vergangenen zwei Jahrzehnten um etwa ein Fünftel angestiegen:
| Jahr | Einwohner | Quelle       |
| ---- | --------- | ------------ |
| 1992 | 530       | Volkszählung |
| 2001 | 650       | Volkszählung |
| 2012 | 641       | Volkszählung |

Aufgrund der seit den 1960er Jahren durch die Politik geförderten Zuwanderung indigener Bevölkerung aus dem Altiplano weist die Region einen nicht unerheblichen Anteil an Quechua-Bevölkerung auf, im Municipio San Pedro sprechen 54,9 Prozent der Bevölkerung die Quechua-Sprache.